# Prudential Tower

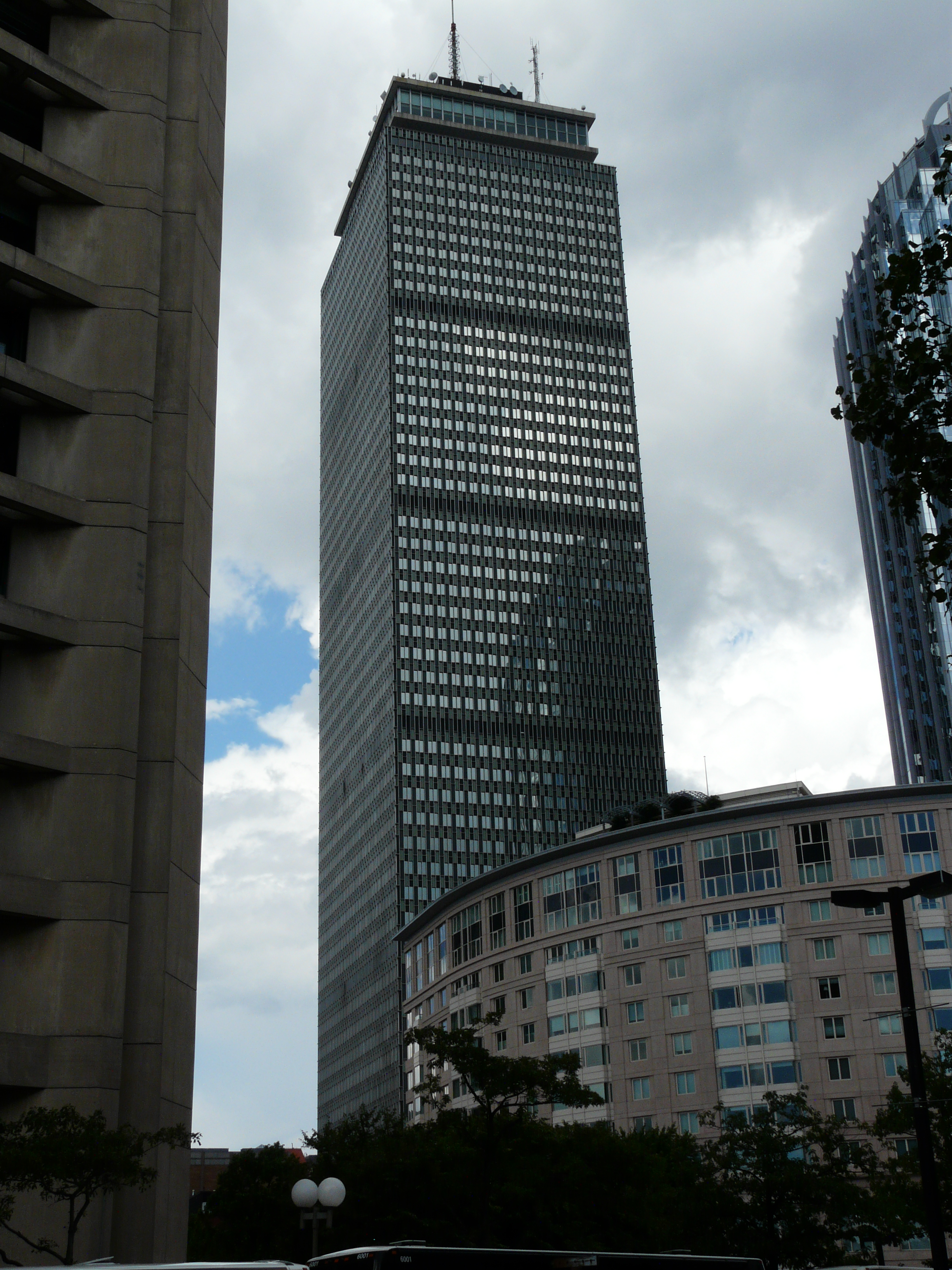
La Prudential Tower.

La Prudential Tower ou Prudential Building (appelée localement « The Pru »,) est un gratte-ciel de Style International à Boston, dans le Massachusetts, qui fait partie du siège social des assurances Prudential. En 2015, c'est le second plus haut gratte-ciel de Boston derrière le 200 Clarendon Street. Il a été conçu par le cabinet Charles Luckman and Associates et achevé en 1964. Sa hauteur est de 228 m pour 52 étages, ce qui représente une surface utile de 110 000 m2 de bureaux et de galeries commerciales. En comptant l'antenne radio, c'est même le plus haut édifice de Boston (276 m), et le 77e plus haut gratte-ciel de États-Unis.